# Blaxploitation
Blaxploitation (eller blacksploitation) er en filmgenre der kom frem i USA omkring 1971. Som en undergenre til exploitation-film henvendte filmene sig specifikt til et sort publikum. Ordet er et portmanteau af ordene "black" og "exploitation", og blev første gang brugt i begyndelsen af 1970'erne af filmskaberen Junius Griffin, der var formand for National Association for the Advancement of Colored People i Los Angeles. Blaxploitation-film var de første til at bruge soundtracks med funk- og soulmusik, samt overvejende sorte skuespillere på rollelisten. Magasinet Variety hævdede at Sweet Sweetback's Baadasssss Song fra 1971 var den første film i Blaxploitation-genren, mens andre har argumenteret for at Hollywood-filmen Shaft fra samme år, har flere karakteristiske træk fra genren, og det derfor er mere sandsynligt at denne har startet trenden.